# Ferenci (Vižinada)
Pour les articles homonymes, voir Ferenci.
Ferenci (en italien : Ferenzi) est une localité de Croatie située en Istrie, dans la municipalité de Vižinada, dans le comitat d'Istrie. En 2001, la localité comptait 89 habitants.

## Démographie
| 1948 | 1953 | 1961 | 1971 | 1981 | 1991 | 2001 |
| ---- | ---- | ---- | ---- | ---- | ---- | ---- |
| 196  | 164  | 171  | 155  | 124  | 99   | 89   |